# Гаде, Якоб
Якоб Туне Хансен Гаде (дат. Jacob Thune Hansen Gade; 29 ноября 1879, Вайле, Дания — 20 февраля 1963, Торо-Хусе, Ассенс) — датский скрипач и композитор, в основном оркестровой популярной музыки. Автор знаменитого танго «Ревность» (Jealousy tango или Tango Tzigane).
Играл в домашнем оркестре своего отца в Вайле. В возрасте 16 лет перебрался в Копенгаген, где поначалу играл в ресторанах. В 1919 году отправился в США, где играл в одном из нью-йоркских симфонических оркестров, однако в 1921 году вернулся в Копенгаген, где получил место капельмейстера в Palads Teatret.
Здесь 14 сентября 1925 года под управлением Гаде состоялась премьера его «Цыганского танго» (известного также как Jalousie). Это часть музыкального сопровождения датского фильма «Дон Ку, сын Зорро». Это сочинение вскоре обрело популярность во всём мире, а доход от него позволил Гаде оставить в 1931 году деятельность капельмейстера и заняться исключительно сочинением произведений.
Впоследствии Гаде сочинил ряд других танго, в том числе танго Romanesca в 1933 году. В 1943 году он поселился в маленькой деревне Торо-Хусе (Torø Huse) в 5 км от города Ассенс, на острове Фюн, где прожил до самой смерти в 1963 году.
В 1956 году Гаде был награждён орденом Данеброг. В 1971 году улица в Торо Хусе, на которой Гаде провёл остаток жизни, была названа его именем.